# Camille Pissarro (rose)
'Camille Pissarro' (syn. ‘DELstricol’, ‘Rainbow Nation’) est un cultivar de rosier floribunda introduit sur le marché par Delbard en 1996. Il est remarquable par ses couleurs panachées. Il a été baptisé en l'honneur du peintre français Camille Pissarro.

## Description

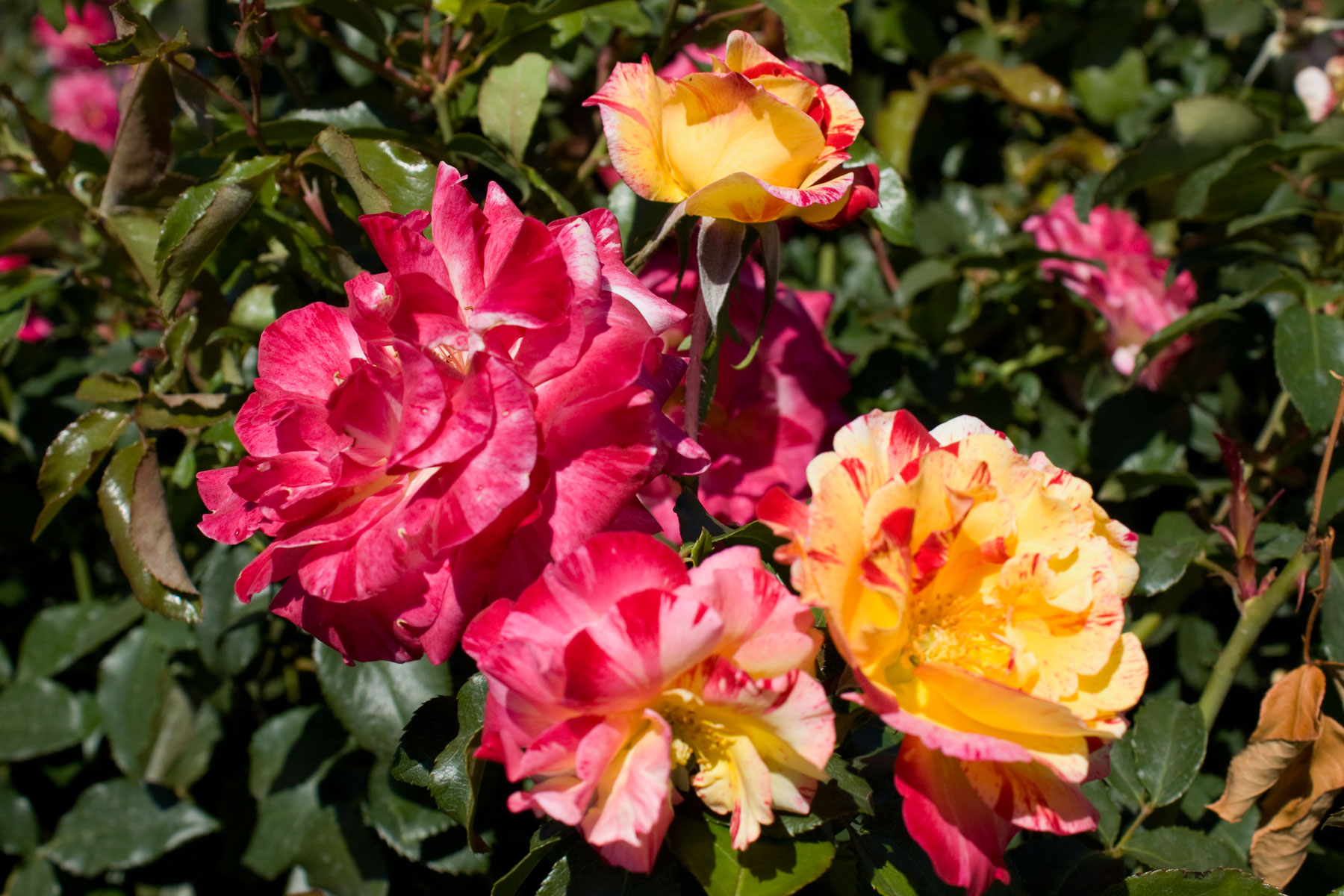
‘Camille Pissarro’ en pleine floraison.

Le rosier se présente sous la forme d'un buisson au port érigé et aux rameaux compacts qui peut atteindre entre 80 cm et 120 cm de hauteur et entre 50 cm et 60 cm de largeur. Les fleurs doubles en forme de coupe pleine ont de 17 à 25 pétales. Elles sont assez grandes, mesurant environ 10 cm de moyenne. Leur couleur est remarquable car elles sont panachées de nuances de rouge, de rose foncé au rose pâle, en passant par l'orange, le jaune et avec des stries blanches. Elles ont toutes des nuances variables et différentes, ce qui en fait une rose extraordinairement agréable. Elles exhalent un parfum légèrement fruité aux nuances de pomme et de roses anciennes. Le feuillage de 'Camille Pissarro' est dense aux grandes feuilles vert foncé et brillantes.
La floraison de ce rosier remontant est abondante de mi-mai jusqu'au milieu de l'automne. Il est résistant aux hivers froids, sa zone de rusticité étant de 6b à 9b. Il résiste bien aux maladies et préfère les situations ensoleillées. C'est une rose de jardin très agréable et une rose à couper particulièrement esthétique, prisée des fleuristes.
On peut admirer cette rose dans de nombreuses roseraies du monde, en particulier au Brooklyn Botanic Garden (New York), à la roseraie botanique Carla Fineschi (Toscane), au Rosaholic's Southern California Garden (Californie), au Victoria State Rose Garden (Australie), à la Roseraie littéraire de Talence, au Deutsches Rosarium de Dortmund et à l'Europa-Rosarium de Sangerhausen.

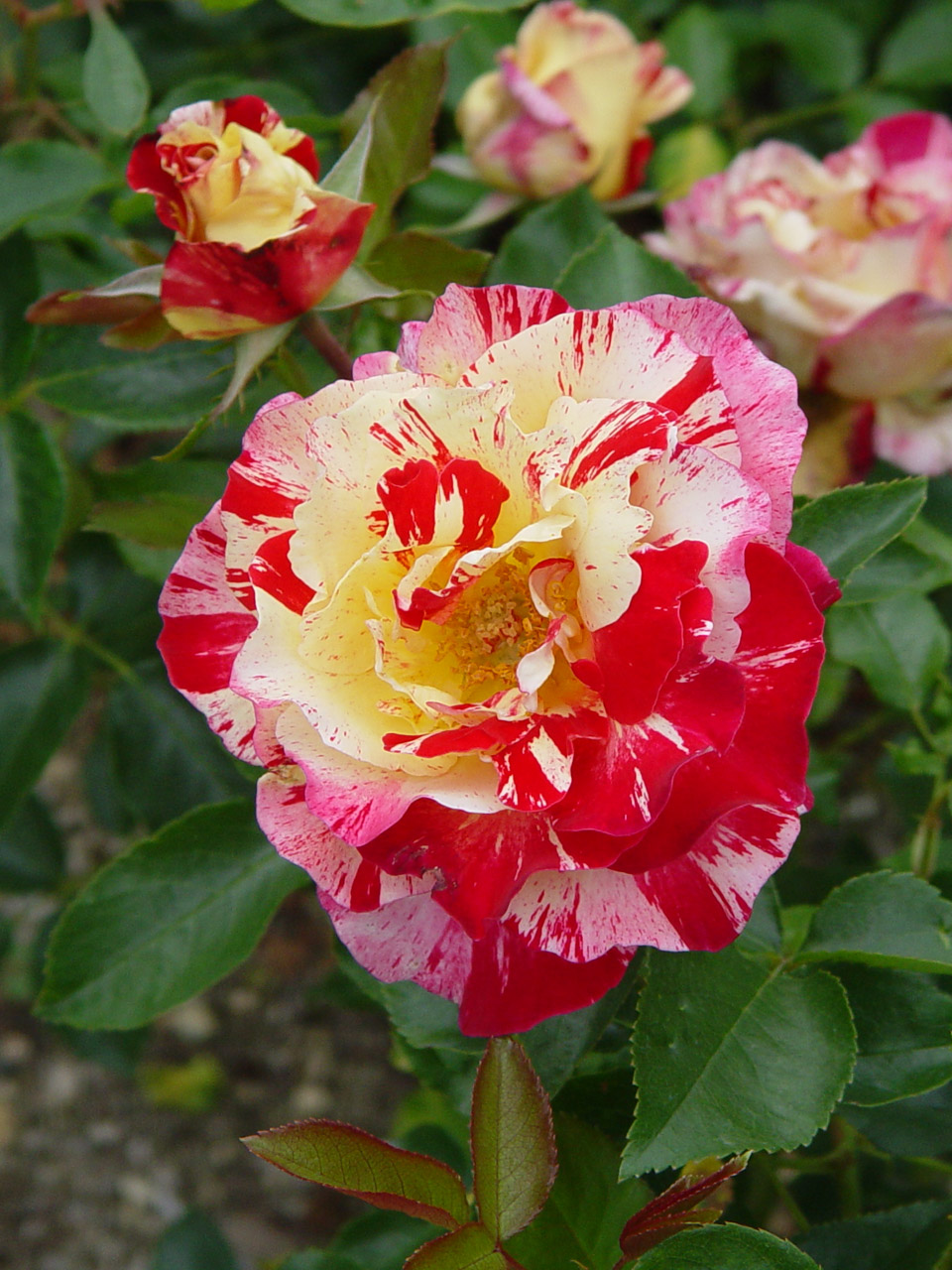
Rose 'Camille Pissarro' au Japon.

## Distinctions
- Grande Rose du Siècle, à Lyon en 1997[7]

## Nom
Cette rose doit son nom au peintre impressionniste Camille Pissarro (1830-1903) et appartient à la série des « roses de peintres » avec ‘Alfred Sisley’, ‘Marc Chagall’, ‘Henri Matisse’, ‘Maurice Utrillo’, ‘Edgar Degas’, ‘Claude Monet’, ‘Paul Cézanne’ et ‘Paul Gauguin’. Elle est appelée aussi 'Rainbow Nation' en Afrique du Sud et dans certains pays anglophones en référence à la « Nation arc-en-ciel ».